# Киберцентр НАТО в Таллине
Киберцентр НАТО в Таллине (англ. NATO Cooperative Cyber Defence Centre of Excellence (NATO CCD COE): Центр НАТО по сотрудничеству в сфере киберобороны) — подразделение НАТО со штаб-квартирой в Таллине (Эстония), которое занимается проблемами кибербезопасности стран Альянса. Подразделение было основано в 2008 году по инициативе эстонской стороны в связи с вмешательством хакеров в ситуацию вокруг «бронзового солдата», предположительно, по заказу российского правительства. Имеет статус «войсковой организации». В составе подразделения 300 бойцов под командованием Андреаса Хайрка. Центр является одним из ключевых элементов системы НАТО по развитию возможностей в сфере киберобороны.

## Деятельность
В 2013 году Центр выпустил инструкцию поведения в случае кибервойны, то есть хакерских атак на инфраструктуру государства (мейл-сервисы, интернет-сайты, наблюдения за дронами, системы энергоснабжения). Регулярно проводятся международные учения Cyber Coalition и Locked Shields, анализируются их результаты, а также организуются конференции по обмену опытом .
16 марта 2014 года появилась информация об хакерской атаке на сайт Киберцентра, ответственность за который взяла группировка «Киберберкут», заявившая об участии Киберцентра НАТО в событиях на Украине под вывеской «киберсотни». 1 сентября 2014 года сообщалось о блокировании шести офицеров Киберцентра в Мариуполе. Позже глава НАТО Йенс Столтенберг признал помощь НАТО Украине в организации регионального киберцентра.
В ходе киберучений, организованных Центром коллективной кибербезопасности НАТО (CCDCOE), военные и гражданские специалисты изучают способы кибернетического воздействия на критически важную инфраструктуру иностранных государств (банковский сектор, транспортные узлы, объекты топливно-энергетического комплекса). В частности, на прошедших в Латвии учениях Cross Sword 2020, курируемых CCDCOE и латышской государственной группой реагирования на киберугрозы CERT. LV, участники мероприятия из 26 стран отработали нейтрализацию системы противовоздушной обороны противника, а также проведение кибератак на его военные и промышленные объекты.
Директор CCDCOE полковник Яак Тариен заявил, что основной целью Cross Sword 2020 являлось добавление кибердействий в стандартный набор военных инструментов при проведении общевойсковых наступательных операций.

## Участники
Согласно официальному сайту организации, в работе центра принимают участие представители следующих стран: Австрия, Бельгия, Болгария, Великобритания, Венгрия, Греция, Германия, Дания, Испания, Италия, Латвия, Литва, Нидерланды, Норвегия, Польша, Португалия, Румыния, Словакия, США, Турция, Украина, Финляндия, Франция, Чехия, Швеция, Эстония, Япония.
В ноябре 2022 года Япония официально стала участником Центра НАТО по сотрудничеству в сфере киберобороны. Украина присоединилась к организации 16 мая 2023 года.